# 서울 낙성대 삼층석탑
서울 낙성대 삼층석탑(서울 落星垈 三層石塔)은 서울특별시 관악구에 있는 고려시대의 삼층석탑이다. 1972년 5월 25일 서울특별시의 유형문화재 제4호로 지정되었다.

## 내력
고려 명장 인헌공 강감찬(948∼1031) 장군이 태어난 곳이다.
거란의 침략을 막아내는 데 큰 공을 세우고 백성들을 다스리는데 많은 노력을 기울인 장군은 그 당시 백성들에게 흠모와 존경의 대상이었다. 백성들은 장군의 공적을 찬양하기 위해 집터에 삼층석탑을 세우고, 장군이 태어날 때 별이 떨어졌다고 하여 낙성대라 이름지었다고 한다. 그 뒤 낙성대를 보호하고 기념하기 위해 나라에서는 1973년부터 2년간에 걸쳐 안국사라는 사당을 짓고 장군의 영정을 모셨다. 집터에 있던 삼층석탑은 이곳으로 옮겼고 석탑이 있던 자리에는 비석을 세워 사적지임을 표시하였다.
현재 안국사는 공원으로 지정하여 관리하고 있다.

## 현지 안내문
이 탑은 고려시대의 명장 인헌공 강감찬(姜邯贊, 948-1031) 장군을 기리기 위해 그의 생가 터가 세워졌던 것이다. 원래 이곳에서 조금 떨어진 곳에 위치한 강감찬 생가 터(서울특별시 기념물 제3호 : 서울특별시 관악구 봉천동 218-9번지)에 있었는데, 1974년 강감찬 장군을 위한 사당을 지어 '안국사'라 이름하고 주변을 정리하면서 이곳으로 이전되었다. 낙성대(落星垈)라는 이름은 강감찬이 태어났을 때 큰 별이 떨어져 그 집으로 들어갔다는 일화에서 유래한 것이다. 강감찬은 거란의 40만 대군을 물리쳐 나라를 위기에서 구했는데, 훗날 사람들이 강감찬의 공을 기려 그의 생가 터에 삼층 석탑을 세웠다고 한다. 화강암으로 만든 삼층석탑의 앞면에 '강감찬 낙성대'(姜邯贊 落星垈)라는 글씨가 새겨져 있어서 강감찬 장군의 출생지를 기념하기 위한 탑임을 알 수 있다. 현재 상륜부(탑의 꼭대기에 세워놓은 장식부분)는 훼손되어 남아있지 않다.

## 참고 자료
- 서울 낙성대 삼층석탑 - 국가유산청 국가유산포털